# Putifigari
Putifigari ist eine italienische Gemeinde (comune) mit 665 Einwohnern (Stand 31. Dezember 2023) in der Metropolitanstadt Sassari auf Sardinien. Die Gemeinde liegt etwa 19,5 Kilometer südsüdwestlich von Sassari. Das Mittelmeer liegt zwölf Kilometer westlich von Putifigari.
Die Nekropole von Monte Siseri (auch S’Incantu genannt) besteht aus vier Domus de Janas und liegt im Tuffgestein des Monte Siseri in Putifigari.